# Sello de pájaros y gusanos

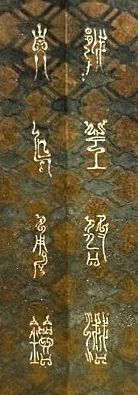
Espada de Goujian

La escritura de sello de pájaro-gusano (en chino tradicional, 鳥蟲篆) es un tipo de escritura de sello antigua originaria de China.

## Nombres
El carácter chino 鳥 ( niǎo ) significa "pájaro" y el carácter 蟲 ( chóng ) significa "insecto", pero también puede referirse a cualquier criatura que parezca un "gusano", incluidos gusanos invertebrados y reptiles como serpientes y lagartos (e incluso el dragón chino). El carácter 篆 ( zhuàn ) significa "sello".
Otros nombres para este tipo de escritura de sello:
- Escritura niao-chong (en chino tradicional, 鳥蟲書; pinyin, niǎo chóng shū).
- Caracteres niao-chong (en chino tradicional, 鳥蟲文; pinyin, niǎo chóng wén ).

Hay dos subcategorías (subestilos):
- Sello de pájaros (en chino tradicional, 鳥篆; pinyin, niǎo zhuàn)  [1]
  - En este estilo, a algunas partes de los caracteres se les agrega una cabeza y una cola que parecen de pájaros. El estilo pájaro es una combinación de dos partes: un carácter de sello completo y una forma (o a veces dos) de pájaro.
- Sello de gusanos (en chino tradicional, 蟲篆; pinyin, chóng zhuàn)
  - En este estilo, algunos o todos los trazos son sinuosos, produciendo así un carácter parecido a un gusano, pero sin  formas adicionales de pájaro.

## Historia
Se cree que la escritura del sello evolucionó a partir de la escritura en huesos oraculares y divergió en diferentes formas en el período de primaveras y otoños, después de que el poder de la dinastía Zhou decayera y China comenzara a dividirse en diferentes estados.
Este tipo de escritura de sello apareció a mitad del período de primaveras y otoños, aunque no se extendió hasta a finales de este período, alcanzó su máxima popularidad en el período de los Reinos Combatientes. Aparece a menudo en reinos como Wu (actual Jiangsu ), Yue (actual Zhejiang ), Chu (actuales Hunan y Hubei ), Cai, Xu y Song. Cada estado de China durante el período de los Reinos Combatientes tenía su propia variedad de escritura.
Este tipo de escritura de sello decayó después de la dinastía Qin, probablemente debido a la unificación de las escrituras de Qin Shi Huang (unificadas en la escritura de sello pequeño). Después de su unificación de China, se usaron también durante la dinastía Han.

## Uso
La escritura de sello de pájaros se ve a menudo en antigüedades de bronce y hierro del Reino de Yue. La escritura se utilizó en armas de bronce y hierro, como espadas, para indicar la propiedad o la fecha de finalización. Los caracteres grabados en la famosa Espada de Goujian son un buen ejemplo. Se pueden ver algunos ejemplos de sello de pájaros en recipientes y jades de ese período. El sello de pájaros también se usó ocasionalmente en sellos de la dinastía Han (principalmente de jade), así como en tejas y ladrillos de aleros. 
La escritura de sello de gusanos es más común y probablemente se originó en el Reino Wu o el Reino Chu. Se pueden ver ejemplos en armas antiguas de bronce, recipientes, jades y sellos (principalmente los sellos de bronce de la dinastía Han),  y piezas constructivas o decorativas como azulejos. Los caracteres de la famosa Lanza de Fuchai son un buen ejemplo. de esta categoría de escritura de sello.